# Leopold von Malowetz

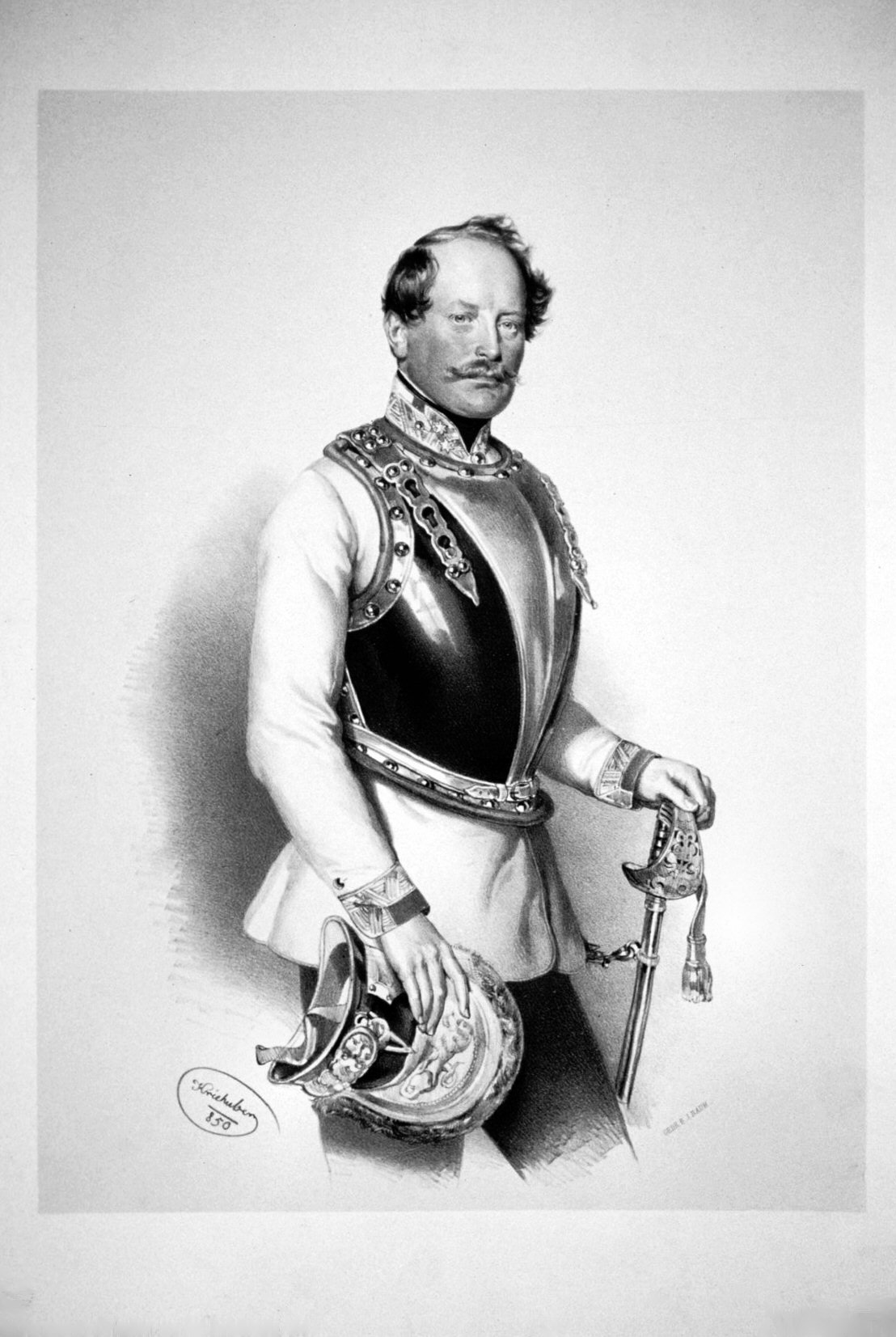
Leopold Freiherr von Malowetz

Leopold Karl Zdenko Freiherr Malowetz von Malowitz und Kossor, auch Kosorsch, Kosorš, Kosorz, (* 8. Februar 1812 in Prag; † 27. Februar 1876 ebenda) war ein böhmischstämmiger Adliger, k. k. Kämmerer und  Feldmarschallleutnant.

## Biographie

### Herkunft und Familie
Leopold von Malowetz entstammte einer sehr alten böhmischen Adelsfamilie, die bereits im 14. Jahrhundert urkundlich erwähnt wurde, sich in vielen Linien verbreitete und durch die Namen ihrer Schlösser als Namensbeigabe voneinander unterschied. Der Stammsitz aller Zweige war die Burgfeste Malowitz.
Er war ein Sohn des Ernst Joseph († 1840) und Enkel des Johann Joseph, der den Freiherrntitel für diesen Zweig der Familie am 14. Februar 1781 erworben hatte. Der Offizier war seit 27. Mai 1855 vermählt mit Anna Mathilde (* 18. Juli 1830 in Hausambacher; † 22. Mai 1856 in Wien), Tochter des Hermann Eduard, Graf von Attems Freiherr auf Heiligenkreuz. Aus dieser Ehe entstammte eine Tochter, Leopoldine (* 30. Jänner 1856).

### Militärische Laufbahn

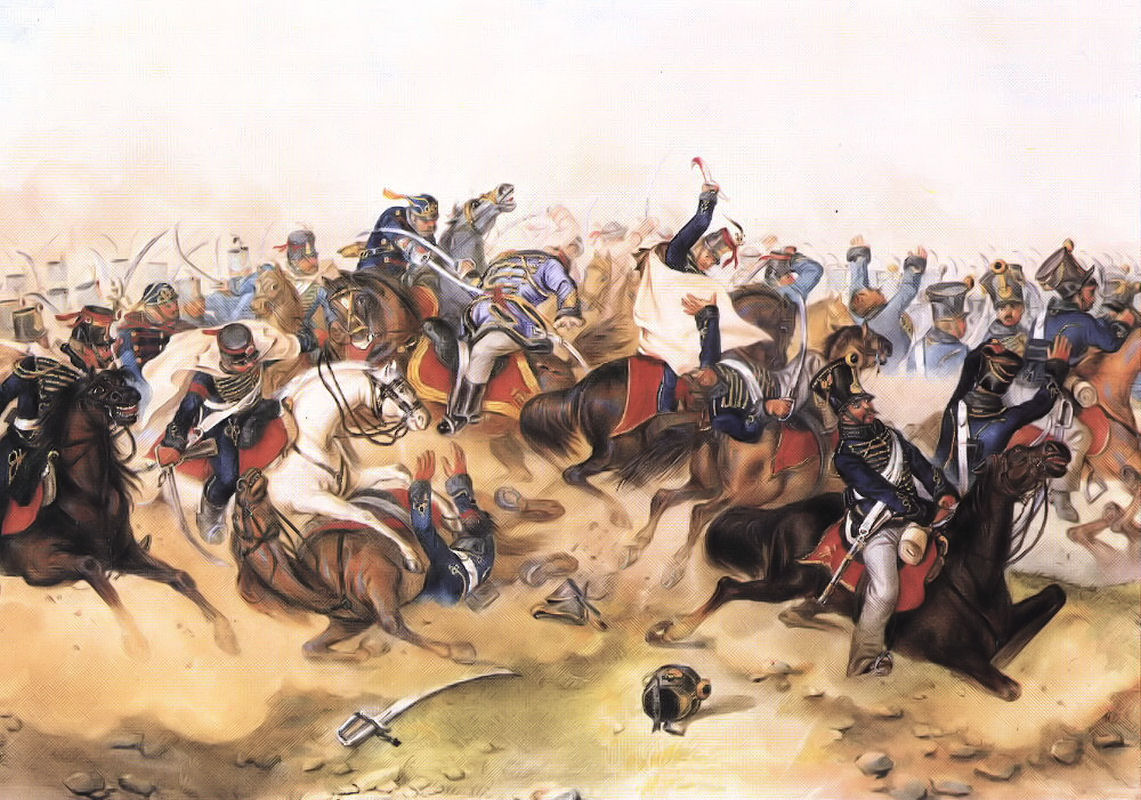
Schlacht von Tápióbicske, 4. April 1849

Der Freiherr wurde am 12. Februar 1826 von seinen Eltern aus der Militärerziehung an der Theresianische Militärakademie in der Wiener Neustadt nach Hause genommen, trat jedoch 1828 beim Kürassierregiment Kronprinz Erzherzog Ferdinand Nr. 4 ein und avancierte daselbst am 16. Oktober zum Leutnant. Er kam dann am 1. Februar 1832 als Oberleutnant zum Infanterieregiment Haugwitz Nr. 38, sodann zum Kürassierregiment Hardegg Nr. 8, wo er am 16. August 1839 zum Rittmeister zweiter Klasse, sodann am 1. November 1844 zu jenem erster Klasse vorrückte. Im gleichen Jahr wurde ihm die Würde eines k. k. Kämmerers zuteil. In der Funktion eines Rittmeisters begann der Freiherr als Teilnehmer an den Feldzügen gegen Ungarn. Er stieg nun zügig in der Rangordnung, war am 23. Dezember 1848 Major und am 2. August 1849 Oberstleutnant.
Am 1. Juli 1854 wurde Malowetz Oberst und Kommandant des Dragonerregiments Nr. 4 Großherzog von Toskana. Nach seiner Beförderung zum Generalmajor am 1. November 1859 (Rang vom 27. Mai des Jahres) erhielt er das Ritterkreuz des Großherzoglich Toskanischen Militärverdienstordens 1. Klasse verliehen. Er wurde 1864 zuerst Brigadier in Temeswar, sodann 1866 Kavallerie-Brigadier im 2. Armeekorps zu Graz.
Malowetz trat am 1. Februar 1867 nach Ernennung zum Feldmarschallleutnant ad honores in Pension und lebte fortan in Prag.

## Wappen

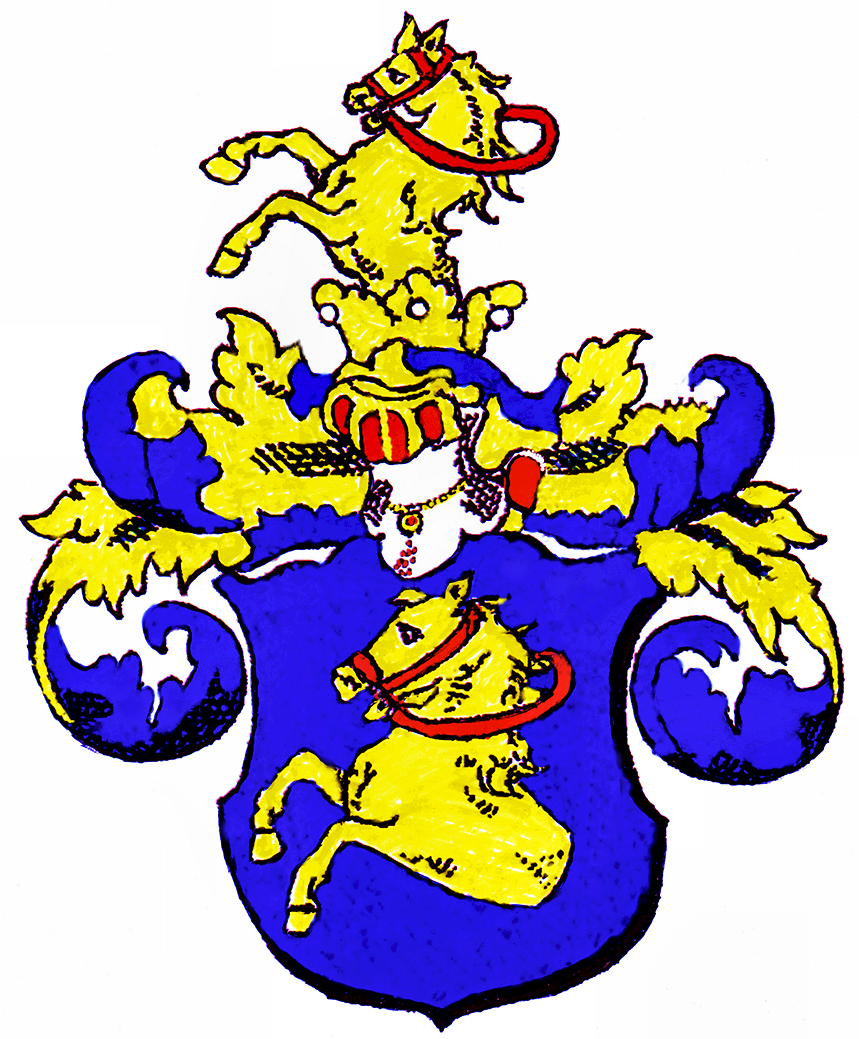
Wappen der Freiherrn Malowetz von Malowitz und Kossor 1781

1781: In Blau ein zur Rechten aufwärtsgekehrtes, in der Mitte querdurchgeschnittenes silbernes (nach Meraviglia goldenes) Pferd mit fliegender Mähne und hinterwärts ausfliegendem rotem Zaum. Auf dem Schilde ruht die Freiherrnkrone, auf welcher sich ein ins Visier gestellter gekrönter Turnierhelm erhebt. Aus der Krone springt das vorbeschriebene silberne (goldene) Pferd. Die Helmdecken sind zu beiden Seiten blau, mit Gold belegt.